# San Michele all'Adige
San Michele all'Adige (nemško St. Michael an der Etsch, včasih okrajšano San Michele a/A) je naselje in občina (comune) v pokrajini Trento na severovzhodu Italije. Leži ob reki Adiži, približno 15 km severno od Trenta. Občina meji na občine Faedo, Giovo, Lavis, Mezzocorona, Mezzolombardo in Nave San Rocco ter vključuje zaselek (frazione) Grumo. Po popisu iz leta 2010 ima 2803 prebivalce.
Nekoč sta bili San Michele in Grumo ločeni naselji, zgrajeni v rimskem času kot stražarski postojanki na cesti Via Claudia Augusta proti severu. V srednjem veku sta bila zgrajena baročna cerkev in avguštinski samostan, v slednjem ima zdaj prostore Muzej navad in običajev Trentincev (italijansko Museo Degli Usi e dei Costumi delle Genti Trentine). Danes je kraj znan predvsem kot raziskovalno središče, saj imata v njem sedež dve večji raziskovalni ustanovi: Fundacija Edmunda Macha (Fondazione Edmund Mach), ki upravlja nekdanji Kmetijski inštitut San Michele all'Adige, in Inštitut za tehnologijo lesa (Istituto per la Tecnologia del Legno). Prva se imenuje po avstrijskem kemiku in agronomu Edmundu Machu, ki je tu konec 19. stoletja vzpostavil obsežen program izobraževanj in raziskav v kmetijstvu.

## Demografija
Spreminjanje števila prebivalcev v zadnjih 150 letih: